# África Oriental Británica
El Protectorado de África Oriental, también llamado África Oriental Británica, fue un protectorado del Reino Unido de Gran Bretaña e Irlanda ubicado en la África Oriental a finales del siglo XIX. 
Más tarde se convirtió en un protectorado que cubría aproximadamente el territorio de la actual Kenia. Centralizó los intereses comerciales británicos en la zona a partir de la década de 1880, hasta que en 1920 pasaría a convertirse en la colonia de Kenia.

## Historia

### Colonización
Misioneros europeos comenzaron a colonizar el área comprendida entre Mombasa y el Monte Kilimanjaro en los años 1840, nominalmente bajo la protección del sultán de Zanzíbar. En 1886, el gobierno británico animó a William Mackinnon, quien ya tenía un acuerdo con el sultán y cuya compañía mercantil comerciaba extensivamente en África Oriental, a establecer influencia británica en la región. Fundó una Asociación Británica de África Oriental, que dio lugar en 1888 a la Compañía Imperial Británica de África Oriental. La compañía administraba alrededor de 150 millas (241,4 km) de costa desde el río Tana hacia Mombasa y el África Oriental Alemana, terrenos que habían sido alquilados al sultán. La esfera de influencia británica acordada en la conferencia de Berlín de 1885, se extendió más aún al norte por la costa y tierra adentro de la futura Kenia, y en 1890 incluía asimismo a Uganda.
Sin embargo, la compañía comenzó a tener pérdidas, y el 1 de julio de 1895 el gobierno británico proclamó un protectorado, haciendo a Uganda parte del mismo en 1902. Ese mismo año, el Sindicato Británico de África Oriental recibió una concesión de 500 millas cuadradas (1295 km²) para promover la colonización blanca en el interior. La capital fue desplazada desde Mombasa a Nairobi en 1905, y el 23 de julio de 1920 el protectorado se convirtió en la colonia de Kenia.
La primera solicitud de tierra en África Oriental Británica fue efectuada en abril de 1902 por el Sindicato Británico de África Oriental, una compañía en la que estaban interesados varios financieros pertenecientes a la Compañía Británica de África Meridional. El sindicato buscaba unas concesiones de 500 mi², lo que fue seguido de otras solicitudes por terrenos más extensos, incluyendo un importante establecimiento judío. En abril de 1903, el mayor Frederick Russell Burnham, famoso explorador estadounidense y por entonces director del Sindicato, envió una expedición consistente en John Weston Brooke, John Charles Blick, Bittlebank, y Brown, para evaluar la riqueza mineral de la región. El grupo, conocido como «las cuatro B's», viajó desde Nairobi por el monte Elgon hacia el norte, hasta las costas occidentales del lago Rodolfo, y experimentó numerosas privaciones de comida y agua, así como el peligro de encontrarse con nativos Masái. Con la llegada en 1903 de cientos de posibles colonos, principalmente desde Sudáfrica, surgieron dudas sobre la conservación de los derechos de pasto de los Masái, y se decidió no contemplar nuevas solicitudes por grandes extensiones de terreno.
En el desempeño de esta política de colonización, nació una disputa entre Sir Charles Eliot, entonces Comisario del África Oriental Británica, y Lord Lansdowne, ministro de Asuntos Exteriores británico. Lansdowne, atado por las concesiones otorgadas al Sindicato, decidió que se les debía garantizar la concesión de las 500 mi² que habían solicitado; sin embargo, tras consultar a varios oficiales del protectorado en Londres, denegó las peticiones de dos sudafricanos de concesiones de 50 mi² y retiró el permiso concedido a Eliot para concluir las adjudicaciones. Eliot dimitió de su puesto, y en un telegrama público enviado al primer ministro, datado en Mombasa el 21 de junio de 1904, dio como razones:

Lord Lansdowne ordered me to refuse grants of land to certain private persons while giving a monopoly of land on unduly advantageous terms to the East Africa Syndicate. I have refused to execute these instructions, which I consider unjust and impolitic.
Lord Lansdowne me ordenó que rechazara otorgar tierras a ciertas personas privadas, mientras se concede el monopolio de la tierra en términos descaradamente ventajosos al Sindicato de África Oriental. Me he negado a seguir estas instrucciones, que considero injustas e impolíticas.

El día que Sir Charles envió el telegrama, Sir Donald William Stewart, comisario británico de Ashanti (Ghana) fue elegido como su sucesor.

## Sellos e historia postal de África Oriental Británica

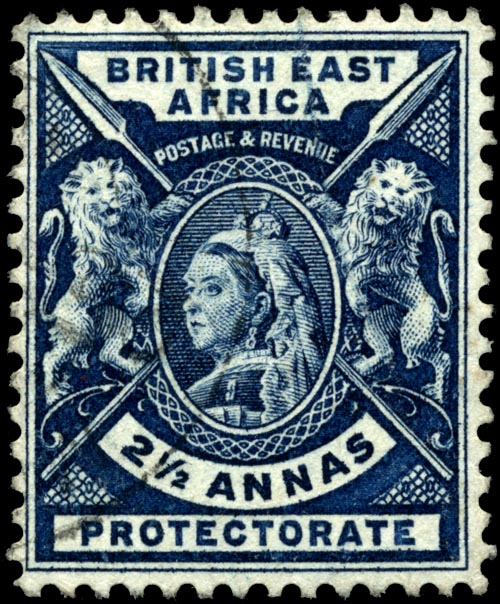
2 1/2 annas, 1896.

Este territorio dispuso de su propio servicio de correos a partir de 1895, el mismo año de la declaración del Protectorado. A partir de 1903 se crea una unión postal nominal con el protectorado de Uganda (British East Africa And Uganda) que se mantiene incluso después de 1920, cuando África Oriental Británica se transforma en la colonia de Kenia. Previamente a 1895 se utilizaron los sellos emitidos por la Compañía Británica de África Oriental.